# Allobaccha cuthbertsoni
Allobaccha cuthbertsoni är en tvåvingeart som först beskrevs av Charles Howard Curran 1938.  Allobaccha cuthbertsoni ingår i släktet Allobaccha och familjen blomflugor.
Artens utbredningsområde är Moçambique. Inga underarter finns listade i Catalogue of Life.